# کریستی (اکلاهما)
کریستی(به انگلیسی: Christie) شهری در ایالت اکلاهما کشور ایالات متحده آمریکا است که جمعیت آن در سرشماری سال ۲۰۱۰ میلادی، ۲۱۸ نفر بوده‌است.